# بمبئی تا بانکوک
بمبئی تا بانکوک (انگلیسی: Bombay to Bangkok) یک فیلم در ژانر کمدی به کارگردانی ناگش کوکونور است که در سال ۲۰۰۸ منتشر شد. از بازیگران آن می‌توان به شریاس تالپاده اشاره کرد.